# Härnösands kommun
Härnösands kommun är en kommun i Västernorrlands län. Centralort är Härnösand som även är länets residensstad.
Kraftigt kuperad morän som är klädd med granskog dominerar västra Härnösand. Där når höjderna ofta når över högsta kustlinjen. Utmed Mjällåns dalgång finns västra delens enda större öppna områden. De delar längst i öst, vilket inkluderar de stora öarna Härnön och Hemsön, är en landhöjningskust. Där växer gles hällmarkstallskog på kalspolade höjder. Sedan gammalt är centralorten Härnösand regionens administrativa och kulturella centrum, vilket speglas i kommunens näringslivsstruktur. Av kommunens arbetstillfällen fanns, i början av 2020-talet, 80 procent inom tjänstenäringarna. 
Från det att kommunen bildades 1971 fram till mitten av 1990-talet var invånarantalet stabilt, därefter har befolkningstrenden varit negativ fram till 2010 då invånarantalet började öka. Länge har den politiska ledningen vacklat mellan blocken i Härnösand. Mandatperioderna 2018–2022 och 2022–2026 styrs kommunen av en blocköverskridande koalition bestående av Socialdemokraterna, Miljöpartiet, Vänsterpartiet och Kristdemokraterna.

## Administrativ historik
Kommunens område motsvarar socknarna: Hemsö, Häggdånger, Härnö, Högsjö, Stigsjö, Säbrå och Viksjö. I dessa socknar bildades vid kommunreformen 1862 landskommuner med motsvarande namn. I området fanns även Härnösands stad som 1863 bildade en stadskommun. År 1873 införlivades Härnö landskommun i staden 
Vid kommunreformen 1952 bildades storkommunen Säbrå av de tidigare kommunerna Hemsö, Häggdånger, Stigsjö, Säbrå och Viksjö medan Härnösands stad och Högsjö landskommun förblev oförändrade.
1969 införlivades Säbrå och Högsjö landskommuner i staden. Härnösands kommun bildades vid kommunreformen 1971 genom en ombildning av Härnösands stad.
Kommunen ingick från bildandet till 25 februari 2002 i Härnösands domsaga och ingår sen dess i Ångermanlands domsaga.

## Geografi
Kommunen är belägen i sydöstra delen av landskapet Ångermanland med Bottenhavet i öster. Från nordväst mot sydöst rinner Ångermanälven genom kommunen som i sydväst gränsar till Timrå kommun, i nordväst till Sollefteå kommun samt i norr till Kramfors kommun, alla i Västernorrlands län.

### Topografi och hydrografi
Berggrunden består primärt av gnejs med partier av granit och diabas. Landskapet präglas av två sprickbildningar; en nordväst–sydöstlig sprickbildning som Brunnesjöns och Långsjöns sjösystem följer och en nord–sydlig. Den senare följs av Mjällån och sunden innanför Härnön och Hemsön. Kraftigt kuperad morän som är klädd med granskog dominerar västra Härnösand. Där når höjderna ofta når över högsta kustlinjen. Utmed Mjällåns dalgång finns västra delens enda större öppna områden, där ån skurit sig ned i finkorniga sediment. Västanåfallet ligger i ett biflöde till Mjällån drygt 3 km söder om Viksjö. De delar längst i öst, vilket inkluderar de stora öarna Härnön och Hemsön, är en landhöjningskust. Där växer gles hällmarkstallskog på de kalspolade höjderna. Kustens landskap växlar mellan branta klippor, klapperstensfält och sandstränder. Vid Härnöklubb finns flera vackert uteroderade strandgrottor. Andra öar är exempelvis Lungön.
Nedan presenteras andelen av den totala ytan 2020 i kommunen jämfört med riket.
|  | Bebyggelse (3,9 %) |

|  | Skog (83,7 %) |

|  | Öppen myrmark (2,1 %) |

|  | Jordbruksmark (3,2 %) |

|  | Övrig mark (7,2 %) |

|  | Bebyggelse (3,1 %) |

|  | Skog (68,0 %) |

|  | Öppen myrmark (7,2 %) |

|  | Jordbruksmark (7,4 %) |

|  | Övrig mark (14,3 %) |

### Naturskydd
År 2022 fanns 17 naturreservat i Härnösands kommun Av dessa var tre även klassade som Natura 2000-områden och ett som kulturmiljö. Det första reservatet som bildades av kommunen var Gådeåbergsbrännen som skyddades 2010. Området drabbades av en skogsbrand 2006 som tog tre veckor att släcka. Branden medförde att en mångfald av olika vedinsekter sökte sig dit. Dessa lockade i sin tur en variation av fågelarter, däribland  tretåig hackspett och gärdsmyg. Ett annat exempel på naturreservat i kommunen är Vårdkasmalen. Det utgörs av ett sluttande och terrasserat klapperfält som bildades för cirka 7 500 år sedan. Reservatet bildades 1979 och förvaltas av Länsstyrelsen i Västernorrlands län.

### Administrativ indelning
Fram till 2016 var kommunen för befolkningsrapportering indelad i sju församlingar – Hemsö, Häggdångers, Härnösands domkyrkoförsamling, Högsjö, Stigsjö, Säbrå och Viksjö församling.

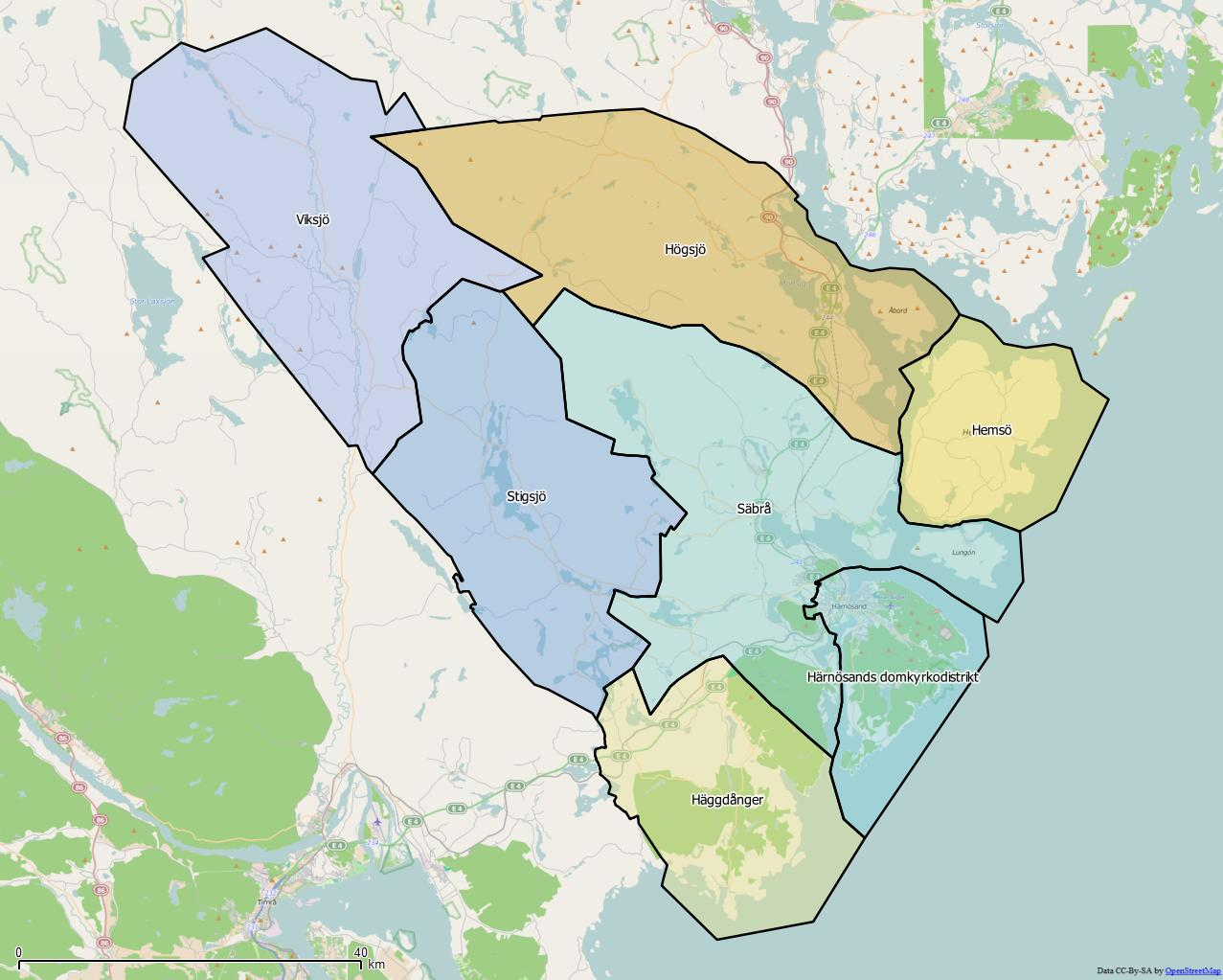
Distrikt inom Härnösands kommun.

Från 2016 indelas kommunen istället i sju  distrikt: Hemsö, Häggdånger, Härnösands domkyrkodistrikt, Högsjö, Stigsjö, Säbrå och Viksjö.

### Tätorter
År 2020 bodde 79 procent av kommunens invånare i någon av kommunens tätorter, vilket var lägre än motsvarande siffra för riket där genomsnittet var 87,6 procent. Vid Statistiska centralbyråns tätortsavgränsning 2020 fanns det tre tätorter i Härnösand kommun:
| Tätort    | Befolkning |
| --------- | ---------- |
| Härnösand | 18 508     |
| Älandsbro | 917        |
| Ramvik    | 415        |

Centralorten är i fet stil.

## Styre och politik

### Styre
Länge har den politiska ledningen vacklat mellan blocken i Härnösand. Åren 1976–1982 var Centerpartiet innehavare av kommunalrådsposten, därefter tog Socialdemokraterna över. Vid 1985 års val blev det åter borgerlig majoritet, och Centerpartiet installerade sig igen på kommunalrådsposten. År 1988 svängde det ännu en gång och Socialdemokraterna återfick makten. I valet 1991 fick de borgerliga majoritet, och Centerpartiet tillsatte åter posten som kommunstyrelsens ordförande. De behöll makten även under mandatperioden  1994–1998.
Åren 1998–2006 styrdes kommunen av Socialdemokraterna, Miljöpartiet och Vänsterpartiet, med Sig-Britt Ahl (S) som kommunalråd från 2002. Mandatperioden 2006–2010 styrdes kommunen av Alliansen i koalition med Sjukvårdspartiet. Anders Gäfvert (M) var då kommunstyrelsens ordförande. 
Socialdemokraterna, Vänsterpartiet och Miljöpartiet återtog makten 2010 och tillsatte Fred Nilsson (S) som kommunalråd. De behöll makten även under mandatperioden 2014–2018. Den 1 augusti 2018 blev Andreas Sjölander (S) kommunstyrelsens ordförande. 
I valet 2018 tappade Socialdemokraterna, Miljöpartiet och Vänsterpartiet flera mandat och förlorade därmed majoriteten i kommunfullmäktige. Efter förhandlingar bildades en ny styrande majoritet, Kvartetten, bestående av Socialdemokraterna, Miljöpartiet, Vänsterpartiet och Kristdemokraterna. Samma koalition fortsatte styra efter valet 2022. I juni 2023 lämnade Vänsterpartiet majoriteten. 
Våren 2025 meddelade Andreas Sjölander att han lämnar uppdraget som kommunstyrelsens ordförande den 31 juli 2025.  Den 1 augusti 2025 tillträdde Jonas Bergström (S) som kommunstyrelsens ordförande. 

### Kommunfullmäktige

#### Presidium
| Presidium 2022–2026    | Presidium 2022–2026 | Presidium 2022–2026 |
| ---------------------- | ------------------- | ------------------- |
| Ordförande             | S                   | Monica Fahlén       |
| Förste vice ordförande | S                   | Thomas Andersson    |
| Andre vice ordförande  | M                   | Kristoffer Bodin    |

#### Mandatfördelning 1970–2022
| 2 | 22 | 13 | 5 |  | 6 |

| 40 | 9 |

| 2 | 22 | 16 | 3 |  | 5 |

| 38 | 11 |

| 2 | 21 | 17 | 3 |  | 5 |

| 35 | 14 |

| 3 | 21 | 15 | 2 |  | 7 |

| 35 | 14 |

| 2 | 22 | 2 | 13 |  |  | 8 |

| 33 | 16 |

| 2 | 20 | 2 | 11 | 4 |  | 9 |

| 34 | 15 |

| 3 | 21 | 3 | 10 | 4 |  | 7 |

| 33 | 16 |

| 2 | 18 | 2 | 2 | 8 | 4 | 3 | 10 |

| 29 | 20 |

| 3 | 18 | 3 | 6 | 7 | 3 |  | 8 |

| 27 | 22 |

| 5 | 18 | 3 | 7 | 5 | 2 | 2 | 7 |

| 27 | 22 |

| 5 | 20 | 3 | 4 | 6 | 4 | 2 | 5 |

| 25 | 24 |

| 3 | 17 | 3 | 6 | 7 | 3 | 2 | 8 |

| 27 | 22 |

| 3 | 18 | 3 |  | 3 | 4 | 2 |  | 8 |

| 23 | 20 |

| 3 | 19 | 5 | 3 | 3 | 2 |  | 7 |

| 24 | 19 |

| 4 | 14 | 3 | 5 | 5 | 2 | 2 | 8 |

| 22 | 21 |

| 3 | 17 | 3 | 6 | 4 |  | 2 | 7 |

| 24 | 19 |

### Nämnder

#### Kommunstyrelse
| Presidium 2022–2026    | Presidium 2022–2026 | Presidium 2022–2026 |
| ---------------------- | ------------------- | ------------------- |
| Ordförande             | S                   | Jonas Bergström     |
| Förste vice ordförande | MP                  | Knapp Britta Thyr   |
| Andre vice ordförande  | M                   | Eva-Clara Viklund   |

#### Lista över kommunstyrelsens ordförande
- Sig-Britt Ahl, Socialdemokraterna, 2002–2006[25]
- Anders Gäfvert, Moderaterna, 2006–2010[26]
- Fred Nilsson, Socialdemokraterna, 2010–2018
- Andreas Sjölander, Socialdemokraterna, 1 december 2018–

Denna lista hämtas från Wikidata. Informationen kan ändras där.

#### Övriga nämnder
| Nämnd             | Ordförande | Ordförande       | Vice ordförande | Vice ordförande      | Andre vice ordförande | Andre vice ordförande |
| ----------------- | ---------- | ---------------- | --------------- | -------------------- | --------------------- | --------------------- |
| Arbetslivsnämnden | S          | Monica Fällström | KD              | Christina Ögrim      | M                     | Ingemar Ljunggren     |
| Samhällsnämnden   | MP         | Helena Elfendal  | S               | Hans Rosengren       | M                     | Christian Wasell      |
| Skolnämnden       | S          | Nina Skyttberg   | S               | May Andersson        | M                     | Karin Andersson       |
| Socialnämnden     | S          | Krister Mccarthy | S               | Elisabeth Strömquist | M                     | Margareta Tjärnlund   |
| Valnämnden        | S          | Sig-Britt Ahl    | MP              | Kersti Östensson     | L                     | RosMarie Sandin       |

Källa:

### Valresultat
| Parti                            | Valdistrikt     | Valdistrikt | Kommun  |
| Parti                            | Starkaste       | Andel       | Andel   |
| -------------------------------- | --------------- | ----------- | ------- |
| S                                | Änget-Murberget | 46,68 %     | 38,51 % |
| M                                | Bondsjö-Säbrå   | 19,98 %     | 16,04 % |
| SD                               | Högsjö          | 22,15 %     | 13,14 % |
| C                                | Häggdånger      | 20,79 %     | 10,22 % |
| V                                | Centrum         | 11,54 %     | 7,76 %  |
| MP                               | Brännan         | 12,76 %     | 6,89 %  |
| KD                               | Brunne-Viksjö   | 10,08 %     | 4,03 %  |
| L                                | Norra Härnön    | 5,23 %      | 3,15 %  |
| Data hämtat från Valmyndigheten. |                 |             |         |

Exklusive uppsamlingsdistrikt. Partier som fått mer än en procent av rösterna i minst ett valdistrikt redovisas. Övriga är Lokal Framtid.

## Ekonomi och infrastruktur

### Näringsliv
Sedan gammalt är centralorten Härnösand regionens administrativa och kulturella centrum, vilket speglas i kommunens näringslivsstruktur.
Av kommunens arbetstillfällen fanns, i början av 2020-talet, 80 procent inom tjänstenäringarna, medan tillverkningsindustrin stod för knappt fem procent. Förutom kommunen själva återfanns de större arbetsgivarna Region Västernorrland med bland annat Härnösands sjukhus och staten. Även delar av Mittuniversitetet finns i kommunen.

#### Industri
Bland tidiga industrier i området hittas Kempe-familjens varv "Nya varvet", detta lades dock ner 1860. Samma år startades Hernösands Ångsågs Aktiebolag som verkade fram till 1926. År 1862 öppnades Hernö Bryggeri som hade verksamhet fram till 1973 då bryggeriet stängde.
År 1903 etablerade sig den finska cigarettillverkaren Strengberg i området som nu utgör kommunen. Nästa stora industrietablering var 1967 då den amerikanska grafitindustrin amerikanska Great Lakes Carbon (GLC) öppnade.

#### Tjänster
År 1788 öppnade det gamla lasarettet i Härnösand. Länsstyrelsen flyttade in i Landstatshuset vid Nybrogatan 1910. Vanföreanstalten i Härnösand öppnade 1931. År 1942 förlades kustartilleridetachementet i Härnösand. Administrationen vid lasarettet utökades och 1967 började ett nytt kanslihus  byggas. 10 år senare öppnades en ny högskola i kommunen. Efter en ombyggnad av gamla Vanföreanstalten förlades Landsarkivet i Härnösand där.

### Infrastruktur

#### Transporter

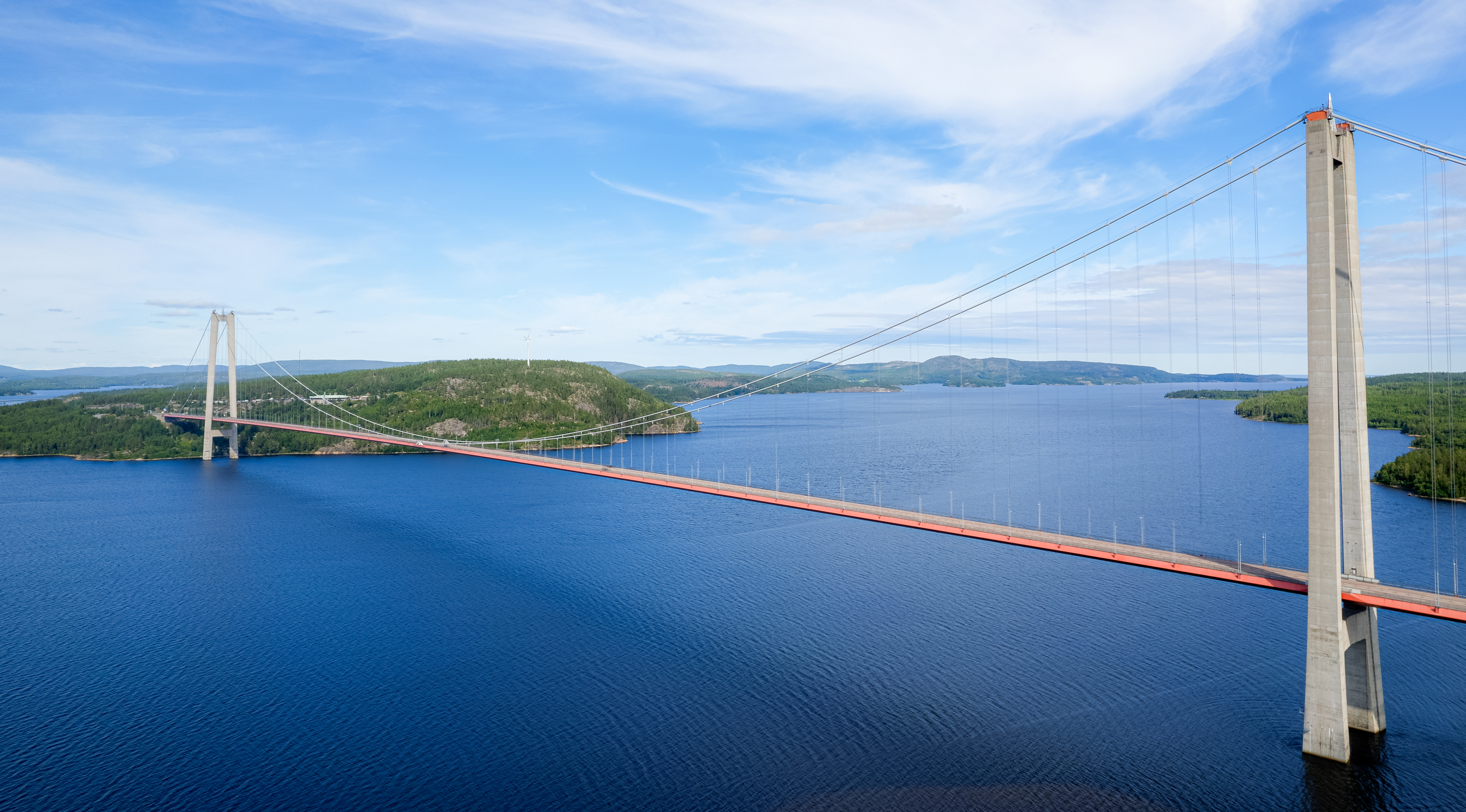
Högakustenbron sommaren 2024

Från söder mot norr genomkorsas kommunen av E4. Länsväg 331 sträcker sig i nord-sydlig riktning i kommunens västra delar. År 1997 invigdes Högakustenbron. Kommunen har gjort stora satsningar på kollektivtrafik och anses vara den första kommunen i Sverige med en helt fossilfri fordonsflotta för allmänna kommunikationer.
Den 12 december 1893 stod kommunens första järnväg klar, sträckan Härnösand–Sollefteå. År 1925 stod även järnvägen Härnösand–Njurunda klar. Det dröjde dock till 1958 innan första elektriskt drivna tågsetet kom till Härnösand. Sträckan Härnösand–Sollefteå (Ådalsbanan) trafikeras numer av SJ:s fjärrtåg och Norrtågs regionaltåg mellan Sundsvall och Umeå.
År 1855 var kanalbygget mellan Norra och Södra sundet färdigt. Djuphamnen uppfördes åren 1935–1936.

#### Utbildning
Sedan grundandet av Härnösands gymnasium har lärandet stått i centrum för staden, som idag bland annat utbildar elever vid Kapellsbergs musikskola och Mittuniversitetet.

## Befolkning

### Demografi

#### Befolkningsutveckling
Kommunen har 24 473 invånare (31 mars 2025), vilket placerar den på 108:e plats avseende folkmängd bland Sveriges kommuner.
| Befolkningsutvecklingen i Härnösands kommun 1970–2020 | Befolkningsutvecklingen i Härnösands kommun 1970–2020 | Befolkningsutvecklingen i Härnösands kommun 1970–2020 | Befolkningsutvecklingen i Härnösands kommun 1970–2020 | Befolkningsutvecklingen i Härnösands kommun 1970–2020 |
| ----------------------------------------------------- | ----------------------------------------------------- | ----------------------------------------------------- | ----------------------------------------------------- | ----------------------------------------------------- |
|                                                       |                                                       |                                                       |                                                       |                                                       |
| År                                                    |                                                       |                                                       | Folkmängd                                             |                                                       |
| 1970                                                  | 1970                                                  |                                                       | 26 953                                                |                                                       |
| 1975                                                  | 1975                                                  |                                                       | 27 051                                                |                                                       |
| 1980                                                  | 1980                                                  |                                                       | 27 756                                                |                                                       |
| 1985                                                  | 1985                                                  |                                                       | 27 338                                                |                                                       |
| 1990                                                  | 1990                                                  |                                                       | 27 446                                                |                                                       |
| 1995                                                  | 1995                                                  |                                                       | 27 326                                                |                                                       |
| 2000                                                  | 2000                                                  |                                                       | 25 493                                                |                                                       |
| 2005                                                  | 2005                                                  |                                                       | 25 227                                                |                                                       |
| 2010                                                  | 2010                                                  |                                                       | 24 611                                                |                                                       |
| 2015                                                  | 2015                                                  |                                                       | 25 066                                                |                                                       |
| 2020                                                  | 2020                                                  |                                                       | 25 114                                                |                                                       |

#### Utländsk bakgrund
Den 31 december 2014 utgjorde antalet invånare med utländsk bakgrund (utrikes födda personer samt inrikes födda med två utrikes födda föräldrar) 3 153, eller 12,74 % av befolkningen (hela befolkningen: 24 755 den 31 december 2014).

#### Invånare efter de vanligaste födelseländerna
Den 31 december 2014 utgjorde folkmängden i Härnösands kommun 24 755 personer. Av dessa var 2 746 personer (11,1 %) födda i ett annat land än Sverige. I denna tabell har de nordiska länderna samt de 12 länder med flest antal utrikes födda (i hela riket) tagits med. En person som inte kommer från något av de här 17 länderna har istället av Statistiska centralbyrån förts till den världsdel som deras födelseland tillhör.
| Födelseland      | Födelseland                       | Födelseland |
| ---------------- | --------------------------------- | ----------- |
| 31 december 2014 |                                   |             |
| 1                | Sverige                           | 22 009      |
| 2                | Afrika: Övriga länder             | 501         |
| 3                | Syrien                            | 326         |
| 4                | Finland                           | 285         |
| 5                | Asien: Övriga länder              | 250         |
| 6                | Europeiska unionen: Övriga länder | 207         |
| 7                | Afghanistan                       | 163         |
| 8                | Somalia                           | 144         |
| 9                | Irak                              | 136         |
| 10               | Iran                              | 95          |
| 11               | Europa utom EU: Övriga länder     | 94          |
| 12               | Norge                             | 83          |
| 13               | Thailand                          | 80          |
| 14               | Tyskland                          | 61          |
| 15               | Nordamerika                       | 55          |
| 15               | Polen                             | 55          |
| 17               | Sydamerika                        | 52          |
| 18               | / SFR Jugoslavien/FR Jugoslavien  | 36          |
| 19               | Kina                              | 34          |
| 20               | Bosnien och Hercegovina           | 23          |
| 21               | Danmark                           | 23          |
| 22               | Turkiet                           | 13          |
| 23               | Sovjetunionen                     | 11          |
| 24               | Okänt födelseland                 | 8           |
| 25               | Island                            | 6           |
| 26               | Oceanien                          | 5           |

## Kultur

### Kulturarv
År 2022 fanns nio byggnadsminnen i kommunen. Bland dessa Hemsö fästning, en av "Sveriges viktigaste kustförsvarsanläggningar under Kalla Kriget". Fästningen bemannades med 320 personer och var i militär drift fram till 1987. Den stängdes slutgiltigt 1989. Hemsö fästning är beläget på Storråberget, i ett område som i århundraden varit av stor strategisk betydelse för landets försvar. Ett annat exempel på byggnadsminnen är Före detta landsarkivet och Gamla landstatshuset.

### Kommunvapen
Blasonering: I silverfält en svart bäver med en svart gädda i munnen. 
Redan i Härnösands stads privilegiebrev från 1586 fastställdes av kung Johan III att dess sigill skall bestå av "en Suart bäffuer medh en giedda i munnen". Någon motivering gavs inte till valet av vapen, men bävern var ett vanligt djur i trakten och fisk var en viktig resurs. År 1931 fastställdes vapnen för staden av Kungl Maj:t. Efter kommunbildningen fanns tre vapen, förutom stadens även Högsjös och Säbrås. Den nya kommunen valde den namngivande enhetens vapen. Detta registrerades dock inte i PRV förrän 1989.

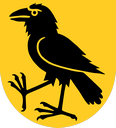
Högsjö landskommun (1963–1968)
Säbrå landskommun (1952–1968)